# NEC SX

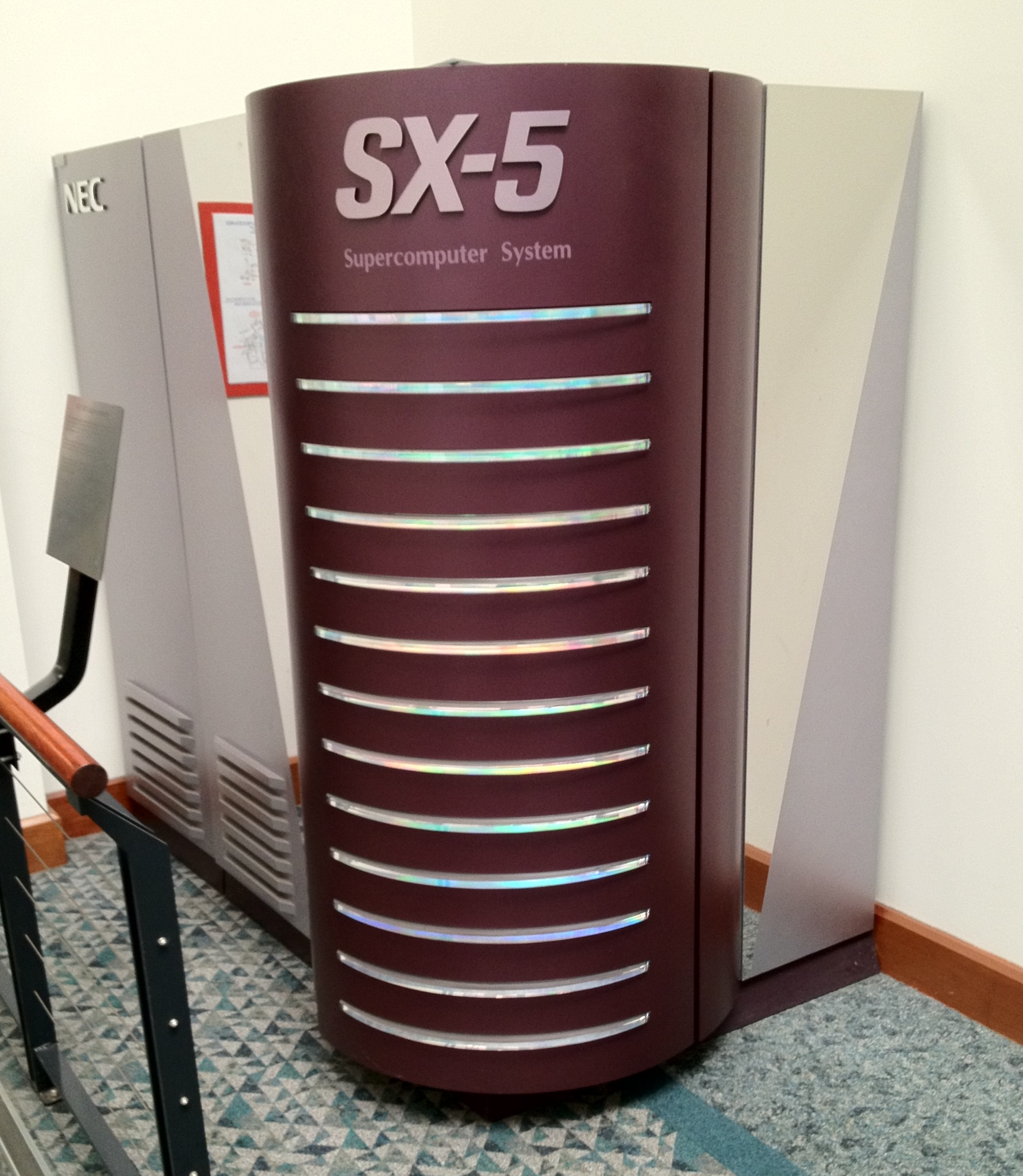
Un SX-5 mostrado en el Australian Technology Park

NEC SX es la denominación de una serie de supercomputadoras de procesador vectorial diseñadas, fabricadas y comercializadas por NEC Corporation. Destacaron por ser los primeros ordenadores en superar una potencia de cálculo de 1 gigaflop, así como por ser la supercomputadora más rápida del mundo entre 1992-1993 y 2002-2004. El modelo comercializado a partir de 2018 es el SX-Aurora TSUBASA.

## Historia
Los primeros modelos, el SX-1 y SX-2, se anunciaron en abril de 1983 y se lanzaron en 1985. El SX-2 fue el primer ordenador en superar 1 gigaflop. El SX-1 y el SX-1E eran dos modelos algo menos potentes también ofrecidos por NEC.
El SX-3 se anunció en 1989, y se comercializó en 1990. El SX-3 permite la computación en paralelo utilizando SIMD y MIMD. También cambió del sistema operativo SX-OS basado en ACOS-4 al sistema operativo AT&T System V UNIX basado en el SUPER-UX. En 1992 se anunció una variante mejorada, el SX-3R. Una variante, el SX-3/44 fue la computadora más rápida del mundo entre 1992-1993 en la lista TOP500. Tenía circuitos integrados LSI con 20.000 puertas por circuito impreso, con un tiempo de retardo por puerta de 70 picosegundos, podía albergar 4 procesadores aritméticos con hasta 4 compartiendo la misma memoria principal y con varios procesadores para lograr hasta 22 GFLOPS de rendimiento, y con 1,37 GFLOPS de rendimiento con un solo procesador. Se alojaron 100 circuitos integrados LSI en un solo módulo de varios chips para lograr 2 millones de puertas por módulo. Los módulos estaban refrigerados por agua.
La serie SX-4 se anunció en 1994 y se comercializó por primera vez en 1995. Desde el SX-4, las supercomputadoras de la serie SX se construyen de manera doblemente paralela. Una serie de unidades centrales de procesamiento (CPU) están organizadas en un nodo de computación paralela mediante un procesador vectorial. Estos nodos se instalan luego en una disposición de multiprocesamiento simétrico (SMP) normal.
El SX-5 fue anunciado y lanzado en 1998, seguido del SX-6 en 2001 y el SX-7 en 2002. A partir de 2001, Cray Inc. comercializó el SX-5 y el SX-6 exclusivamente en los EE. UU. Y no exclusivamente en otro lugar por un corto tiempo.
El Earth Simulator, construido a partir de nodos  SX-6, fue el superordenador más rápido desde junio de 2002 a junio de 2004 en el LINPACK benchmark, alcanzando 35,86 Teraflops. A partir de 2020, 3 tarjetas gráficas Nvidia RTX 2080 Ti pueden ofrecer un rendimiento comparable, a 14 TFLOPS por tarjeta. El SX-9 se introdujo en 2007 y se descontinuó en 2015.
Tadashi Watanabe ha sido el diseñador principal de NEC para la mayoría de los sistemas de supercomputadoras SX. Por este trabajo recibió el Premio Eckert-Mauchly en 1998 y el Premio Seymour Cray Computer Engineering en 2006.

## Hardware
Cada sistema tiene varios modelos y la siguiente tabla enumera la variante más potente de cada sistema. Además, ciertos sistemas tienen revisiones, identificadas por una letra como sufijo.
| Sistema           | Introducción | Máx. CPUs | Pico CPU doble precisión (GB/s) | Pico del Sistema GFLOPS | Máx. memoria principal | Memoria del sistema B/W (GB/s) | Memoria B/W por CPU (GB/s) |
| ----------------- | ------------ | --------- | ------------------------------- | ----------------------- | ---------------------- | ------------------------------ | -------------------------- |
| SX-1E             | 1983         | 1         |                                 | 0.325                   | 128 MB                 |                                |                            |
| SX-1              | 1983         | 1         |                                 | 0.570 / 0.650           | 256 MB                 |                                |                            |
| SX-2              | 1983         | 1         | 1.3                             | 1.3                     | 256 MB                 | 11                             | 11                         |
| SX-3              | 1990         | 4         | 5.5                             | 22                      | 2 GB                   | 44                             | 22                         |
| SX-3R             | 1992         |           |                                 |                         |                        |                                |                            |
| SX-4              | 1994         | 32        | 2                               | 64                      | 16 GB                  | 512                            | 16                         |
| SX-5              | 1998         | 16        | 8                               | 128                     | 128 GB                 | 1024                           | 64                         |
| SX-6              | 2001         | 8         | 8                               | 64                      | 64 GB                  | 256                            | 32                         |
| SX-6i             | 2001         | 1         |                                 |                         | 8 GB                   |                                |                            |
| SX-7              | 2002         | 32        | 8.83                            | 282                     | 256 GB                 | 1129                           | 35.3                       |
| SX-8              | 2004         | 8         | 16                              | 128                     | 128 GB                 | 512                            | 64                         |
| SX-8i             | 2005         |           |                                 |                         | 32 GB                  |                                |                            |
| SX-8R             | 2006         | 8         | 35.2                            | 281.6                   | 256 GB                 | 563.2                          | 70.4                       |
| SX-9              | 2007         | 16        | 102.4                           | 1638                    | 1 TB                   | 4096                           | 256                        |
| SX-ACE            | 2013         | 1         | 256                             | 256                     | 1 TB                   | 256                            | 256                        |
| SX-Aurora TSUBASA | 2017         | 8         | 2450                            | 19600                   | 8×48GB                 | 8×1200                         | 1200                       |

|                          | SX-4   | SX-4A  | SX-5 | SX-6  | SX-8  | SX-8R  | SX-9   | SX-ACE |
| ------------------------ | ------ | ------ | ---- | ----- | ----- | ------ | ------ | ------ |
| Máx. nodos               | 16     | 16     | 32   | 128   | 512   | 512    | 512    | 512    |
| Máx. CPUs                | 512    | 256    | 512  | 1,024 | 4,096 | 4,096  | 8,192  | 512    |
| Pico TFLOPS              | 1      | 0.5    | 4    | 8     | 65    | 140.8  | 839    | 131    |
| Máx. memoria principal   | 256 GB | 512 GB | 4 TB | 8 TB  | 64 TB | 128 TB | 512 TB | 32 TB  |
| Total memoria B/W (TB/s) | 8      | 4      | 32   | 32    | 131   | 281.6  | 2,048  | 131    |

## Entorno de software

### Sistema operativo
El SX-1 y el SX-2 utilizaban el sistema operativo SX-OS basado en el ACOS-4. Desde el SX-3 en adelante se empleó el sistema operativo (OS) SUPER-UX; el Earth Simulator ejecuta una versión personalizada de este sistema operativo.

### Compiladores
SUPER-UX incluye compiladores de Fortran y C++. Cray también ha desarrollado un compilador Ada que está disponible como opción.

### Software
Algunas aplicaciones verticales están disponibles a través de NEC, pero el planteamiento general era que los clientes desarrollaran gran parte de su propio software. Además de las aplicaciones comerciales, existe un amplio repertorio de software libre para el entorno UNIX que se puede compilar y ejecutar en SUPER-UX, como Emacs y Vim. También está disponible un puerto de GCC para la plataforma.

### SX-Aurora TSUBASA
La tarjeta PCIe SX-Aurora TSUBASA se ejecuta en una máquina Linux, el Vector Host (VH), que proporciona servicios de sistema operativo al Vector Engine (VE). El sistema operativo VE VEOS se ejecuta en el espacio del usuario en el VH. Las aplicaciones compiladas para VE pueden usar casi todas las llamadas al sistema Linux, que se reenvían y ejecutan de forma transparente en el VH. Los componentes de VEOS tienen licencia GNU General Public License.